# Campionati mondiali di ginnastica artistica 2009 - Parallele asimmetriche
La finale di specialità alle parallele asimmetriche ai Campionati Mondiali si è svolta alla North Greenwich Arena di Londra, Inghilterra il 17 ottobre 2009. He Kexin, dopo l'oro olimpico, conferma il suo titolo, battendo la giapponese e seconda classificata Koko Tsurumi di 1.125 punti.

## Podio

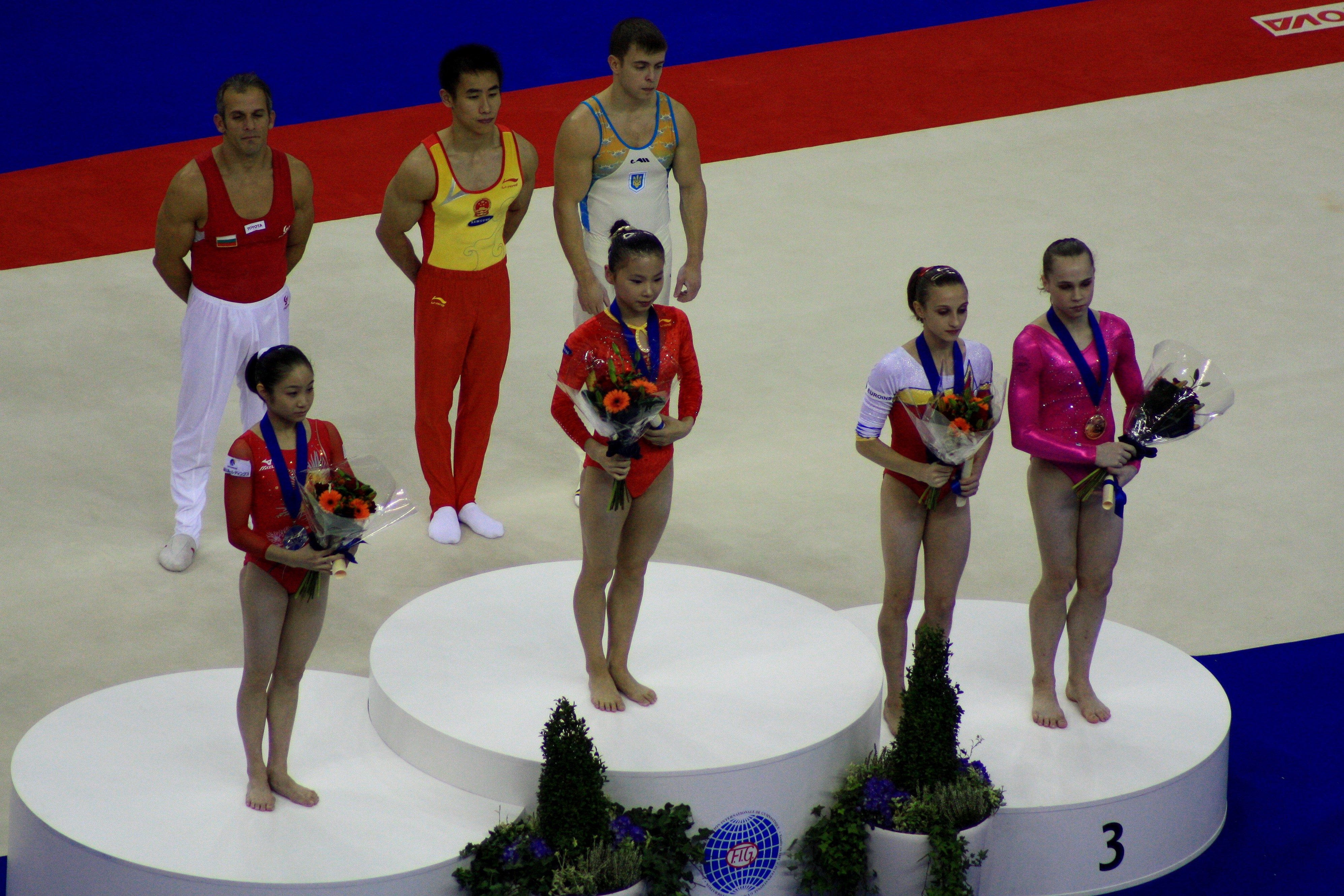
Il podio: Koko Tsurumi (sinistra), He Kexin (centro), Ana Porgras e Rebecca Bross.

| Oro           | Argento               | Bronzo                                        |
| He Kexin Cina | Koko Tsurumi Giappone | Ana Porgras Romania Rebecca Bross Stati Uniti |

## Partecipanti
|             | Nome         | Nazionalità    | Data di Nascita | Età     |
| ----------- | ------------ | -------------- | --------------- | ------- |
| Più giovane | Ana Porgras  | Romania        | 18/12/93        | 15 anni |
| Più vecchia | Cha Yong Hwa | Corea del Nord | 08/01/90        | 19 anni |

## Classifica
| Rank    | Gymnast          | D Score | E Score | Pen. | Total  |
| ------- | ---------------- | ------- | ------- | ---- | ------ |
| Oro     | He Kexin         | 7.100   | 8.900   | —    | 16.000 |
| Argento | Koko Tsurumi     | 6.200   | 8.675   | —    | 14.875 |
| Bronzo  | Ana Porgras      | 6.300   | 8.375   | —    | 14.675 |
| Bronzo  | Rebecca Bross    | 6.200   | 8.475   | —    | 14.675 |
| 5       | Cha Yong Hwa     | 6.300   | 8.350   | —    | 14.650 |
| 6       | Bridget Sloan    | 5.900   | 8.700   | —    | 14.600 |
| 7       | Larissa Miller   | 5.900   | 8.675   | —    | 14.575 |
| 8       | Serena Licchetta | 5.100   | 6.850   | —    | 11.950 |